# Mediant (ggz)
Mediant is de primaire organisatie voor geestelijke gezondheidszorg in de Nederlandse regio Enschede - Hengelo. Het is de voortzetting van het Twents Psychiatrisch Ziekenhuis (TPZ). Mediant kent twee hoofdlocaties, te weten De Opmaat in Hengelo en Helmerzijde in Enschede.

## Steettriage
Mediant is mede-oprichtend partner van Streettriage Twente, waarbij ggz-verpleegkundigen samen met politiebeambten op pad gaan naar meldingen over 'verwarde personen' om snel te bepalen welke zorg het meest passend is.